# Schedopontocypris pellucida
Schedopontocypris pellucida is een mosselkreeftjessoort uit de familie van de Pontocyprididae. De wetenschappelijke naam van de soort werd in 1894 als Pontocypris pellucida gepubliceerd door Gustav Wilhelm Müller.